# Одалуфон II

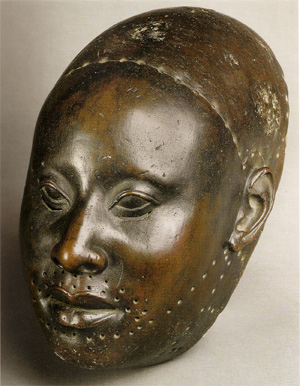
Мідна голова Одалуфона II

Одалуфон II Алайємор (XIII ст.) — 5-й ооні (володар) держави Іле-Іфе.

## Життєпис
Син або онук Одалуфона I. Його ім'я напевне було Алайємор, а Одалуфон є радше спотвореною назвою титулу одалуфе, що означав з часів Одудуа титул другої після ооні за знатністю людини в державі.
За легендою змінивши батька правив нетривалий час, оскільки передав владу онуку Одудуа — Ораньяну, який повернувся з якоїсь подорожі. Напевне тут відбився факт вигнання Ораньяна за часів Одалуфона I, оскільки той як син ооні Оґуна мав більші права на трон. Після смерті Одалуфона I Ораньян повалив Одалуфона II. Проте той зміг повернути собі владу. Але Ораньян остаточно відокремився від Іфе, закріпившись в Ойо. Про свідчить згадка, що Одалуфон II двічі пройшов церемонію коронації.
Одалуфон II зосередився на розбудові держави. Уславився як покровитель мистецтв, науки та техніки. Зміцнив державу дипломатичні заходами. також ймовірно першим відмовився від загарбницької політики. Вважається засновником численних міст, зокрема Ідо Осун,, Ефон Алайе, Ерін
Після його смерті трон перейшов до сина Айєтісе.